# Otto Strohmaier

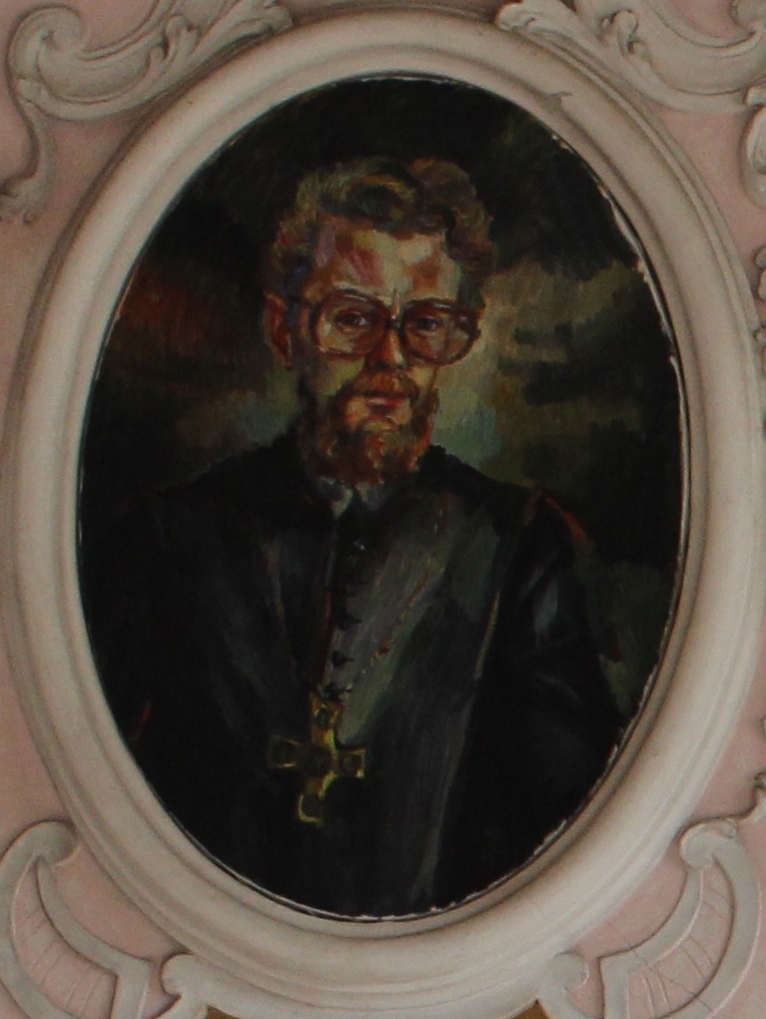
Abt Otto Strohmaier, Porträt in der Äbtegalerie im Prälatensaal des Stiftes St. Lambrecht

Otto Strohmaier OSB (* 15. März 1937 in Halltal bei Mariazell) ist ein österreichischer Benediktiner, der von 1982 bis 2013 Abt der Abtei St. Lambrecht war.

## Leben
Otto Strohmaier wurde am 15. März 1937 als eines von zwölf Kindern einer Bauernfamilie in Halltal bei Mariazell geboren. Nachdem er das Stiftsgymnasium Seitenstetten absolviert hatte, trat er am 5. September 1957 in das Noviziat des Stiftes St. Lambrecht. In weiterer Folge studierte er Theologie am Päpstlichen Athenaeum Sant’Anselmo in Rom und erhielt am 7. Juli 1963 die Priesterweihe, ehe er für einige Jahre als Kaplan in Mariazell tätig war. Als Maximilian Aichern, seit 1964 Abt von St. Lambrecht, im Dezember 1981 zum Diözesanbischof der Diözese Linz ernannt und im Jänner 1982 geweiht wurde, übernahm Strohmaier dessen Nachfolge und wurde am 3. Februar 1982 zum neuen Abt von St. Lambrecht gewählt. Etwas mehr als zwei Monate später erfolgte am 12. April 1982 seine Benediktion. Neben seiner dortigen Tätigkeit war er auch Seelsorger in der Filialgemeinde St. Blasen, sowie in der geistlichen Begleitung tätig. Des Weiteren leitete er lange Jahre Ikonenmalkurse im Stift und tat dies auch nach seinem Rücktritt als Abt. Eigentlich wollte er sein Amt nach der bevorstehenden Überschreitung der Altersgrenze von siebzig Jahren bereits zurückgelegen, wurde er am 5. Februar 2007 für weitere sechs Jahre als Abt wiedergewählt.
Nach über 31 Jahren im Amt lief seine Amtszeit am 15. März 2013 aus; sein Nachfolger Benedikt Plank wurde am 6. Februar 2013 als neuer Abt gewählt und am 16. März 2016 benediziert. In Strohmaiers Amtszeit fielen zahlreiche kulturelle Initiativen wie Künstlerbegegnungen oder Filmexerzitien sowie viele Konzerte. Des Weiteren begründete er die sogenannte Schule des Daseins, ein Begegnungszentrum im umgebauten Südtrakt des Klosters. Dieses bietet neben spirituellen und kreativen Seminaren auch Managementkurse an. Noch während seiner Amtszeit stellte Strohmaier den Zölibat für Priester öffentlich in Frage. 2017 veröffentlichte er die beiden letzten Teile einer Buchtrilogie. Diese nahm mit der Publikation des ersten Buches, das er in Zusammenarbeit mit zwei seiner Brüder gestaltet hatte, im Jahre 2015 ihren Anfang.

## Schriften / Werke (Auswahl)
- Otto Strohmaier: Wenn Steine sprechen. Ein meditativer Rundgang durch die Abtei St. Lambrecht. Herausgegeben anläßlich des Gedenkens an die kaiserliche Bestätigung der Abtei 1096 und die Rückkehr des Konvents nach dem 2. Weltkrieg 1946. Eigenverlag, Sankt Lambrecht 1996.
- Otto Strohmaier: Kreuzweg der Stunde – Texte und Meditationen von em. Abt Otto Strohmaier mit Zeichnungen seiner Brüder Thomas und Sepp. Eigenverlag, Sankt Lambrecht 2015.
- Otto Strohmaier: Ein Blick hinüber. Eigenverlag, Sankt Lambrecht 2017.
- Otto Strohmaier: Hört er mich? Eigenverlag, Sankt Lambrecht 2017.